# Lista de campeãs do carnaval de Jundiaí
Lista de campeãs do carnaval de Jundiaí.

## Grupo Especial
| Ano  | Campeã                   | Vice-campeã              | Ref.        |
| ---- | ------------------------ | ------------------------ | ----------- |
| 1985 | Eldorado                 |                          |             |
| 1986 | Eldorado                 |                          |             |
| 1987 | Eldorado                 |                          |             |
| 1988 | Eldorado                 |                          |             |
| 1989 | Eldorado                 |                          |             |
| 1990 | União da Vila Rio Branco |                          |             |
| 1991 | Eldorado                 |                          |             |
| 1992 | Eldorado                 | Arco Íris                |             |
| 1993 | Eldorado                 | Arco Íris                |             |
| 1994 | Eldorado                 |                          |             |
| 1995 | Eldorado (hours concurs) |                          |             |
| 1995 | Arco Íris                |                          |             |
| 1996 | Arco Íris                |                          |             |
| 1997 |                          |                          |             |
| 1998 | Arco Íris                |                          |             |
| 1999 | Arco Íris                |                          |             |
| 2000 | Arco Íris                |                          |             |
| 2001 | União da Vila Rio Branco | Arco Íris                |             |
| 2002 | União da Vila Rio Branco | Arco Íris                |             |
| 2003 | União da Vila Rio Branco | Arco Íris                | [ 3 ]       |
| 2004 | Arco Íris                | União da Vila Rio Branco |             |
| 2005 | Arco Íris                | União da Vila Rio Branco |             |
| 2006 | Arco Íris                |                          |             |
| 2006 | União da Vila Rio Branco |                          |             |
| 2007 | Arco Íris                | União da Vila Rio Branco |             |
| 2008 | Arco Íris                | União da Vila Rio Branco |             |
| 2009 | Arco Íris                | União da Vila Rio Branco |             |
| 2010 | Arco Íris                | União da Vila Rio Branco |             |
| 2011 | União da Vila Rio Branco | Arco Íris                | [ 4 ]       |
| 2012 | Leões da Hortolândia     | Arco Íris                | [ 5 ]       |
| 2013 | Arco Íris                | União da Vila Rio Branco | [ 6 ]       |
| 2014 | Arco Íris                | Unidos da Zona Leste     | [ 7 ] [ 8 ] |
| 2015 | Unidos da Zona Leste     | Arco Íris                | [ 9 ]       |
| 2016 | Leões da Hortolândia     | Unidos da Zona Leste     | [ 10 ]      |

## Grupo de acesso
| Ano  | Campeã                 | Vice-campeã          | Ref.   |
| ---- | ---------------------- | -------------------- | ------ |
| 2003 | Marujos                |                      |        |
| 2007 | Marujos                |                      |        |
| 2010 | Caprichosos de Jundiaí | Marujos              |        |
| 2011 | Leões da Hortolândia   | Unidos da Zona Leste | [ 4 ]  |
| 2014 | Mocidade Alegre        |                      | [ 7 ]  |
| 2015 | União da Vila          | Cai Cai              | [ 9 ]  |
| 2016 | União do Povo          | Cai Cai              | [ 10 ] |